# Vespasia Polla

Vespasia Polla (ook bekend als Vespasia Pollia, ca. 15 v.Chr., fl. eerste helft 1e eeuw n.Chr.) was de moeder van de Romeinse keizer Vespasianus en de grootmoeder van de keizers Titus en Domitianus. Polla stamde uit een familie uit de ridderstand die afkomstig was uit Nursia.
Vespasia Polla trouwde waarschijnlijk rond het jaar 1 of kort daarna met Titus Flavius Sabinus. 